# Nicola Tavelić
Nicola Tavelić (Sebenico, 1340 circa – Gerusalemme, 14 novembre 1391) è stato un religioso croato dell'Ordine dei frati minori. Fu proclamato santo il 21 giugno 1970 da papa Paolo VI.

## Biografia
Entrato giovanissimo nell'ordine francescano, dopo l'ordinazione presbiterale fu inviato in Bosnia, insieme al francese padre Deodato Aribert da Ruticinio. Là svolse attività di predicazione per circa 12 anni, per riportare alla retta fede quanti avevano accolto l'eresia bogomila, che in quella regione si era profondamente radicata.
Nel 1384, insieme al francese padre Deodato, fu inviato alla Custodia di Terra Santa, dove venne assegnato al convento del Monte Sion a Gerusalemme. Lì incontrarono gli altri due futuri compagni di martirio, padre Stefano da Cuneo e padre Pietro da Narbona, francese. Anche là l'attività fu principalmente la predicazione. Essendo però l'ambiente musulmano scarsamente ricettivo alle loro parole, i quattro, con l'aiuto di due teologi, compilarono una memoria di contenuto storico e teologico tesa, secondo lo stile polemico-controversistico dell'epoca, a confutare gli elementi della fede islamica e favore di quella cristiana.
L’11 novembre 1391, la esposero davanti al Cadì di Gerusalemme, alla presenza di molti altri musulmani. Essi ascoltarono attentamente, ma alla fine invitarono formalmente i quattro frati a ritirare quanto avevano proclamato. Al rifiuto dei frati seguì la condanna a morte, che essi attesero in carcere per tre giorni, vittime di molte angherie.
Il 14 novembre furono condotti sulla piazza dell'esecuzione, prima della quale fu di nuovo loro chiesto di ritrattare le dichiarazioni contro l’Islam. Davanti al nuovo diniego si procedette con l'uccisione, seguita dallo squartamento, incenerimento e dispersione dei resti, per evitare qualunque forma di onore da parte dei cristiani. La scena fu descritta minuziosamente in una relazione del Custode di Terra Santa, padre Geraldo Calveti (Gérard Chalvet), già due mesi dopo la loro morte.

## Culto e canonizzazione
All'interno dell’ordine francescano il culto iniziò nel XV secolo. Nel 1889 Papa Leone XIII confermò il culto del solo Nicola Tavelić, esponente principale del gruppo, il quale ottenne grande venerazione nelle sue terre d'origine, quelle che poi formarono il primo regno jugoslavo.
Papa Paolo VI confermò il culto anche per gli altri tre martiri francescani nel 1966, fissandone la ricorrenza al 17 novembre. Il Martirologio Francescano conservò però la data della loro morte, il 14 novembre.
Lo stesso papa Paolo VI li canonizzò il 21 giugno del 1970. La data della celebrazione liturgica fu portata per tutti al 14 novembre, e nel Martirologio Romano figurano alla stessa data.
Nicola fu il primo santo canonizzato della Croazia. I quattro insieme sono i più antichi martiri della Custodia di Terra Santa.

## Chiese dedicate
Molte chiese dedicate a san Nicola Tavelić si trovano in Croazia. Alcune sono a Banjevci, Cerovac, Lissane, Percovich, Spalato, Vignani, Zagabria, Fiume and Županja. All'estero se ne trovano a Hurlingham in Argentina, Montréal e Winnipeg in Canada, Melbourne e Sydney in Australia e Tomislavgrad in Bosnia-Herzegovina.